# Damigny
Damigny és un municipi francès situat al departament de l'Orne i a la regió de Normandia. L'any 2007 tenia 2.867 habitants.

## Demografia

### Població
El 2007 la població de fet de Damigny era de 2.867 persones. Hi havia 1.275 famílies de les quals 433 eren unipersonals (172 homes vivint sols i 261 dones vivint soles), 449 parelles sense fills, 309 parelles amb fills i 84 famílies monoparentals amb fills.
La població ha evolucionat segons el següent gràfic:
Habitants censats

### Habitatges
El 2007 hi havia 1.358 habitatges, 1.276 eren l'habitatge principal de la família, 21 eren segones residències i 61 estaven desocupats. 1.105 eren cases i 220 eren apartaments. Dels 1.276 habitatges principals, 857 estaven ocupats pels seus propietaris, 406 estaven llogats i ocupats pels llogaters i 13 estaven cedits a títol gratuït; 131 tenien una cambra, 84 en tenien dues, 145 en tenien tres, 343 en tenien quatre i 572 en tenien cinc o més. 905 habitatges disposaven pel capbaix d'una plaça de pàrquing. A 629 habitatges hi havia un automòbil i a 518 n'hi havia dos o més.

### Piràmide de població
La piràmide de població per edats i sexe el 2009 era:
| Homes | Edats   | Dones |
| ----- | ------- | ----- |
| 0     | 95 o +  | 10    |
| 8     | 90 a 94 | 24    |
| 13    | 85 a 89 | 31    |
| 12    | 80 a 84 | 17    |
| 40    | 75 a 79 | 37    |
| 46    | 70 a 74 | 66    |
| 83    | 65 a 69 | 95    |
| 88    | 60 a 64 | 70    |
| 91    | 55 a 59 | 94    |
| 111   | 50 a 54 | 139   |
| 122   | 45 a 49 | 103   |
| 110   | 40 a 44 | 108   |
| 74    | 35 a 39 | 91    |
| 84    | 30 a 34 | 83    |
| 46    | 25 a 29 | 74    |
| 164   | 20 a 24 | 90    |
| 133   | 15 a 19 | 108   |
| 102   | 10 a 14 | 83    |
| 85    | 5 a 9   | 79    |
| 57    | 0 a 4   | 51    |

## Economia
El 2007 la població en edat de treballar era de 1.853 persones, 1.202 eren actives i 651 eren inactives. De les 1.202 persones actives 1.155 estaven ocupades (597 homes i 558 dones) i 47 estaven aturades (18 homes i 29 dones). De les 651 persones inactives 275 estaven jubilades, 296 estaven estudiant i 80 estaven classificades com a «altres inactius».

### Ingressos
El 2009 a Damigny hi havia 1.173 unitats fiscals que integraven 2.698,5 persones, la mediana anual d'ingressos fiscals per persona era de 20.318 €.

### Activitats econòmiques
Dels 82 establiments que hi havia el 2007, 3 eren d'empreses extractives, 2 d'empreses alimentàries, 4 d'empreses de fabricació d'altres productes industrials, 13 d'empreses de construcció, 12 d'empreses de comerç i reparació d'automòbils, 5 d'empreses de transport, 4 d'empreses d'hostatgeria i restauració, 4 d'empreses d'informació i comunicació, 5 d'empreses financeres, 2 d'empreses immobiliàries, 8 d'empreses de serveis, 14 d'entitats de l'administració pública i 6 d'empreses classificades com a «altres activitats de serveis».
Dels 23 establiments de servei als particulars que hi havia el 2009, 1 era una oficina de correu, 3 oficines bancàries, 1 taller de reparació d'automòbils i de material agrícola, 2 autoescoles, 2 paletes, 3 guixaires pintors, 1 fusteria, 1 lampisteria, 2 electricistes, 3 perruqueries, 2 restaurants, 1 agència immobiliària i 1 saló de bellesa.
Dels 4 establiments comercials que hi havia el 2009, 1 era una botiga de més de 120 m², 2 fleques i 1 una fleca.
L'any 2000 a Damigny hi havia 7 explotacions agrícoles.

## Equipaments sanitaris i escolars
L'únic equipament sanitari que hi havia el 2009 era una farmàcia.
El 2009 hi havia 1 escola maternal i 1 escola elemental.
```
Disposava de 5 centres universitaris, dels quals 1 era una unitat de formació universitària i recerca, 2 instituts universitaris, 1 una escola d'enginyers i 1 un centre d'altres ensenyaments superiors.
```

## Poblacions més properes
El següent diagrama mostra les poblacions més properes.